# Schmitten (Gryzonia)
Schmitten (rm. Ferrera) – miejscowość i gmina w Szwajcarii, w kantonie Gryzonia, w regionie Albula. Pod względem liczby mieszkańców oraz powierzchni jednocześnie jest najmniejszą gminą w regionie. 

## Demografia
W Schmitten mieszkają 222 osoby. W 2020 roku 10,8% populacji gminy stanowiły osoby urodzone poza Szwajcarią. 93,75% mieszkańców posługuje się językiem niemieckim.

## Transport
Przez teren gminy przebiega droga główna nr 417.